# D903iTV
FOMA D903iTV（フォーマ・ディー きゅう まる さん アイ・ティーブイ）は、三菱電機によって開発された、NTTドコモの第三世代携帯電話 (FOMA) 端末製品である。

## 概要
フォルムはD903iと同じスライドタイプ。開閉は本体側面にあるボタンで開く「ワンプッシュオープン式」である。搭載されるカメラは130万画素CMOS。テレビ電話用のサブカメラはCMOS約10万画素。外部メモリーカードは新しくmicroSDカード（2GBまで・ドコモ発表）に対応。Windows Media Audio形式の音楽ファイル再生に対応、またデジタル著作権管理 (Digital Rights Management) に対応している事により、Napster等の有料音楽配信サイトの利用も出来る。利用に関しては、別売りのUSBケーブル、Windows XP及びWindows Vista対応パソコン、Windows Media Player 10以上が必要となる。2007年12月31日まで、Napsterを2週間無料で使えるキャンペーンを行った。
同社としては初めてのワンセグ端末である。TVアンテナは、携帯性を考慮し内蔵タイプではなく着脱方式となっている。
この端末のボタンはオレンジ色に光る。
iアプリはジュクゴン産卵期　D、珍さんの釣り物語、旺文社TOEICアプリ for D、ケータイクレジットiD、DCMXクレジットアプリ、Gガイド番組表リモコン(ワンセグの録画予約は不可)等をプリインストールしている。
903i共通機能に関しては、着うたフル、IC通信、メガiアプリに対応している。FMラジオ、FMトランスミッター、GPS、3Gローミングには対応しない。
| 主な対応サービス           | 主な対応サービス                    | 主な対応サービス         | 主な対応サービス                       |
| -------------------------- | ----------------------------------- | ------------------------ | -------------------------------------- |
| DCMX／おサイフケータイ     | うた・ホーダイ                      | 着うたフル／着うた       | デジタルオーディオプレーヤー(AAC)(WMA) |
| 直感ゲーム／メガiアプリ    | Music&Videoチャネル／ビデオクリップ | 3Gローミング             | プッシュトーク                         |
| FOMAハイスピード           | GPS／ケータイお探し                 | デコメール／デコメ絵文字 | iチャネル                              |
| 着もじ                     | テレビ電話／キャラ電                | 電話帳お預かりサービス   | フルブラウザ                           |
| おまかせロック／バイオ認証 | 外部メモリー／iモードコンテンツ移行 | トルカ                   | iC通信／iCお引越しサービス             |
| きせかえツール／マチキャラ | バーコードリーダ／名刺リーダ        | 2in1                     | エリアメール                           |

## ワンセグ機能
- 録画専用の512Mバイト内蔵メモリ（外部メモリへの録画不可）
- 字幕放送
- 画面表示 - スライドの開閉に連動（閉→横長ワイド画面・開→番組情報又はデータ放送+番組画面）
- チャンネル切替 - スピードセレクター連動
- アンテナ - 着脱式外部アンテナおよびアンテナ兼用イヤフォンアダプタが付属（いずれかの使用が推奨されているが、電波状況のよい場合は本体のみでも受信可能）。設定により接続すると自動的にワンセグを起動させる事が可能。

## 歴史
- 2006年10月12日: D903i・D903iTV・F903i・F903iX HIGH-SPEED・N903i・N902iL・P903i・P903iTV・P903iX HIGH-SPEED・SH903i・SH903iTV・SO903i・SIMPURE L1・SIMPURE N1の開発が発表。
- 2006年12月12日：電気通信端末機器審査協会 (JATE)通過
- 2006年12月22日：技術基準適合証明 (TELEC) 通過
- 2007年2月16日発売開始

## 不具合
- NTTドコモ及び三菱電機より、特に報告はない。